# 中興部駅

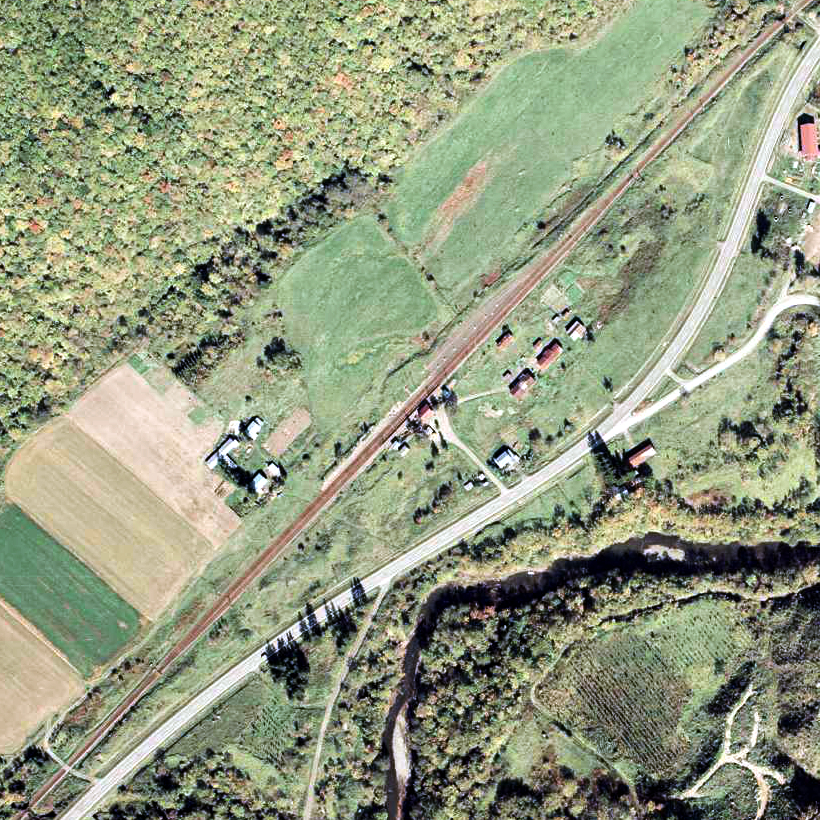
1978年の中興部駅と周囲約500m範囲。右上が紋別方面。駅舎横名寄側、駅裏紋別側にそれぞれ貨物積卸用の引込み線があったが、周囲のストックヤード共々既に使用されなくなって久しいようである。

中興部駅（なかおこっぺえき）は、北海道（網走支庁）紋別郡西興部村字中興部にかつて設置されていた、北海道旅客鉄道（JR北海道）名寄本線の駅（廃駅）である。電報略号はナオ。事務管理コードは▲122110。

## 歴史
- 1921年（大正10年）10月5日：鉄道省名寄線の上興部 - 興部間の延伸開通に伴い開業[1][3]。一般駅[1]。
- 1923年（大正12年）11月5日：線路名を名寄本線に改称、それに伴い同線の駅となる。
- 1949年（昭和24年）6月1日：日本国有鉄道に移管。
- 1960年（昭和35年）9月14日：車扱貨物取り扱い廃止[4]。小口扱貨物のみに[5]。
- 1963年（昭和38年）2月10日：公衆電報の取り扱い廃止[4][5]。
- 1968年（昭和43年）12月24日：駅舎改築[5]。
- 1972年（昭和47年）4月14日：集貨、集配の取り扱い休止[5]。
- 1974年（昭和49年）10月1日：貨物取り扱い廃止[1]。
- 1978年（昭和53年）12月1日：荷物取り扱い廃止[1][6]。同時に出札・改札業務を停止して無人駅となる[7]。閉塞扱いの運転要員は継続配置（JR化後は入場券のみ発売）。
- 1987年（昭和62年）4月1日：国鉄分割民営化により、JR北海道に継承[1]。
- 1989年（平成元年）5月1日：名寄本線の全線廃止に伴い、廃駅となる[1]。

### 駅名の由来
所在地名より。興部川の中流に位置したため、「興部」に「中」を冠する。

## 駅構造
廃止時点で、相対式ホーム2面2線を有する地上駅で、列車交換可能な交換駅であった。互いのホームは、駅舎側ホーム中央部分と対向側ホーム東側を結んだ構内踏切で連絡していた。駅舎側（南西側）ホームが上り線、対向側ホームが下り線となっていた。そのほか、下り線の遠軽方から対向側ホーム外側に分岐した行き止まりの側線を1線有していた。
無人駅扱いの運転取扱い要員のみが配置されていた駅であった。駅舎は構内の南西側に位置し、上り線ホーム中央部分に接していた。
JR化後は、入場券のみ発売を行っていた。

## 利用状況
乗車人員の推移は以下のとおり。年間の値のみ判明している年については、当該年度の日数で除した値を括弧書きで1日平均欄に示す。乗降人員のみが判明している場合は、1/2した値を括弧書きで記した。
| 年度               | 乗車人員 | 乗車人員 | 出典   | 備考 |
| 年度               | 年間     | 1日平均  | 出典   | 備考 |
| ------------------ | -------- | -------- | ------ | ---- |
| 1978年（昭和53年） |          | 5        | [ 10 ] |      |

## 駅周辺
- 国道239号（天北国道）[11]
- 興部川[11]
- 名士バス「中興部」停留所

## 駅跡

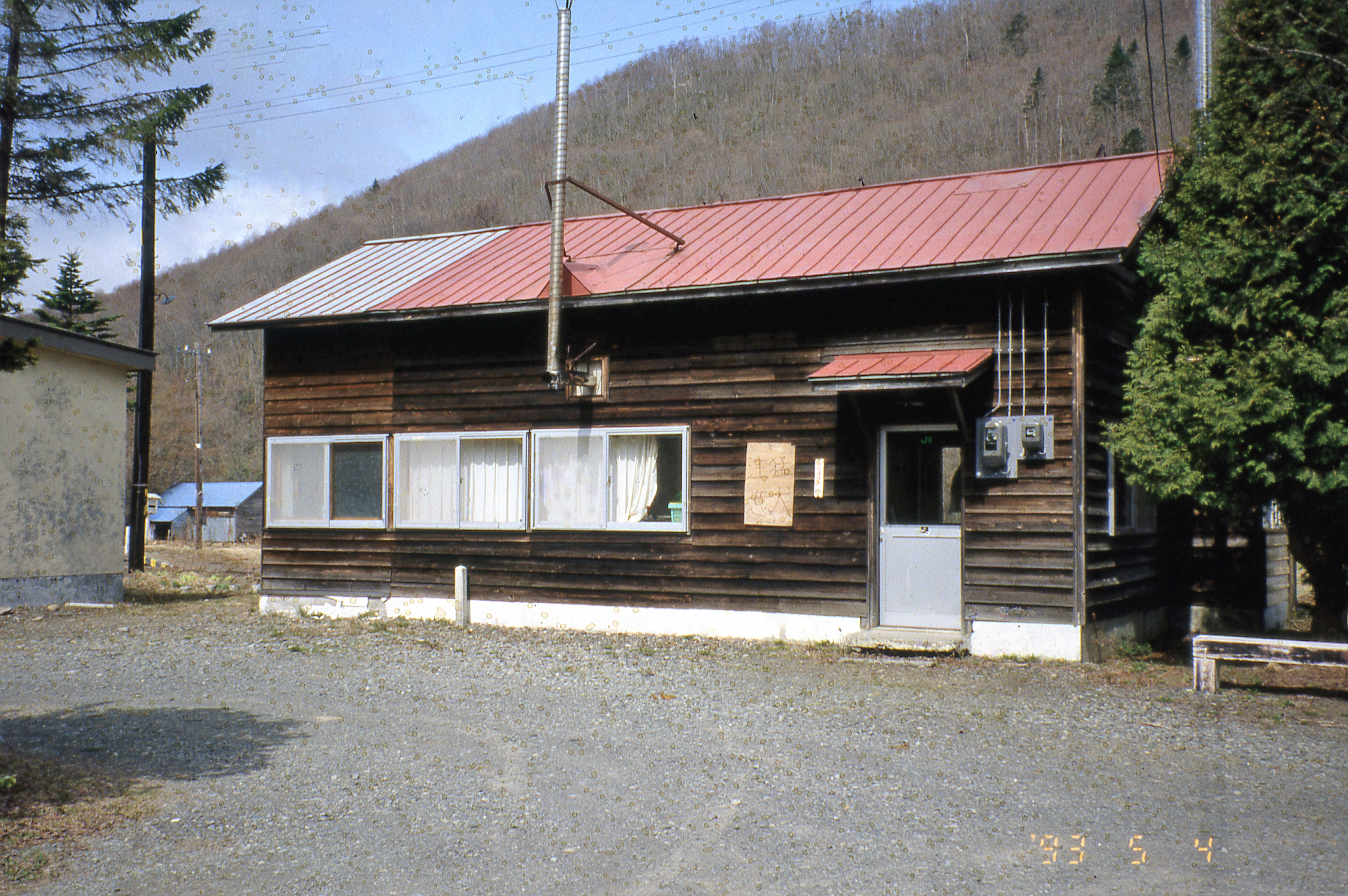
旧中興部駅舎（1993年5月撮影）。この時点で既に個人所有となっている。

2000年（平成12年）時点で木造駅舎が完全な形で残存し、ホームと植え込み、構内の信号施設も残存していた。2010年（平成22年）時点でも同様で、2011年（平成23年）時点では別棟のトイレの残存も確認出来た。ホーム側はレールは撤去されたがホーム上は現役当時の状態であった。現在は個人所有となっており、駅舎内は非公開となっている。

## 隣の駅
北海道旅客鉄道
名寄本線
六興駅 - 中興部駅 - 班渓駅